# Giro di Lombardia 2017
111. edycja wyścigu kolarskiego Giro di Lombardia odbyła się w dniu 7 października 2017 roku i liczyła 247 km. Start tego klasycznego wyścigu znajdował się w Bergamo a meta w Como. Wyścig ten figurował w rankingu światowym UCI World Tour 2017.

## Uczestnicy
Na starcie tego klasycznego wyścigu pojawiło się 25 ekip, osiemnaście drużyn jeżdżących w UCI World Tour 2017 i siedem zespołów zaproszonych przez organizatorów z tzw. "dziką kartą".
Lista drużyn uczestniczących w wyścigu:
| Numery  | Kod | Drużyna                     |
| ------- | --- | --------------------------- |
| 1-8     | ORS | Orica-Scott                 |
| 11-18   | ALM | Ag2r-La Mondiale            |
| 21-28   | AND | Androni–Sidermec–Bottecchia |
| 31-38   | AST | Astana Pro Team             |
| 41-48   | TBM | Bahrain-Merida              |
| 51-58   | BAR | Bardiani CSF                |
| 61-68   | BMC | BMC Racing Team             |
| 71-78   | BOH | Bora-Hansgrohe              |
| 81-88   | CDT | Cannondale-Drapac           |
| 91-98   | COF | Cofidis                     |
| 101-108 | DEN | Direct Énergie              |
| 111-118 | FDJ | FDJ                         |
| 121-128 | GAZ | Gazprom-RusVelo             |

| Numery  | Kod | Drużyna                       |
| ------- | --- | ----------------------------- |
| 131-138 | LTS | Lotto Soudal                  |
| 141-148 | MOV | Movistar Team                 |
| 151-158 | NIP | Nippo-Vini Fantini            |
| 161-168 | QST | Quick-Step Floors             |
| 171-178 | DDD | Dimension Data                |
| 181-188 | KAT | Team Katusha-Alpecin          |
| 191-198 | TLJ | Team LottoNL-Jumbo            |
| 201-208 | SKY | Team Sky                      |
| 211-218 | SUN | Team Sunweb                   |
| 221-228 | TFS | Trek-Segafredo                |
| 231-238 | UAE | UAE Team Emirates             |
| 241-248 | WIL | Wilier Triestina-Selle Italia |

## Wyniki wyścigu
| Miejsce | Zawodnik            | Państwo   | Drużyna           | Czas       |
| ------- | ------------------- | --------- | ----------------- | ---------- |
| 1.      | Vincenzo Nibali     | Włochy    | Bahrain-Merida    | 6h 15' 29" |
| 2.      | Julian Alaphilippe  | Francja   | Quick-Step Floors | + 28"      |
| 3.      | Gianni Moscon       | Włochy    | Team Sky          | + 38"      |
| 4.      | Alexis Vuillermoz   | Francja   | Ag2r-La Mondiale  | + 38"      |
| 5.      | Thibaut Pinot       | Francja   | FDJ               | + 38"      |
| 6.      | Domenico Pozzovivo  | Włochy    | Ag2r-La Mondiale  | + 38"      |
| 7.      | Fabio Aru           | Włochy    | Astana Pro Team   | + 38"      |
| 8.      | Mikel Nieve         | Hiszpania | Team Sky          | + 40"      |
| 9.      | Nairo Quintana      | Kolumbia  | Movistar Team     | + 42"      |
| 10.     | Siergiej Czerniecki | Rosja     | Astana Pro Team   | + 47"      |
|         |                     |           |                   |            |
| 26.     | Rafał Majka         | Polska    | Bora-Hansgrohe    | + 3' 41"   |
| 62.     | Tomasz Marczyński   | Polska    | Lotto Soudal      | + 11' 05"  |
| 77.     | Paweł Poljański     | Polska    | Bora-Hansgrohe    | + 12' 36"  |
| DNF     | Michał Kwiatkowski  | Polska    | Team Sky          | -          |